# Ulises (novela)
Ulises es una novela vanguardista del escritor irlandés James Joyce, publicada en 1922 con el título original en inglés de Ulysses. Su título proviene del protagonista de la versión latina de la Odisea de Homero

## Valoraciones
Es considerada por gran parte de la crítica la mejor novela en idioma inglés del siglo XX. Según el crítico y traductor español Francisco García Tortosa, Ulises es una de las novelas más influyentes, discutidas y renombradas del siglo XX. El libro ha sido objeto de numerosos y profundos estudios, críticas y controversias.
Según uno de sus traductores al español, José María Valverde, el Dublín de Joyce, debido a su maestría descriptiva, es comparable al Londres de Charles Dickens o al París de Honoré de Balzac.
Dietrich Schwanitz comienza así el capítulo primero dedicado a la Historia de Europa en su libro Cultura:

En 1922, el escritor irlandés James Augustine Joyce publicaba su Ulises, la novela del siglo. Joyce describía las aventuras por la ciudad de Dublín del pequeñoburgués irlandés Leopold Bloom a lo largo del 16 de junio de 1904. Desde entonces, los admiradores de Joyce celebran este día como el "El Día de Bloom" (Bloomsday, juego de palabras por similitud con la expresión inglesa Doomsday, el Día del Juicio). El protagonista de la novela es judío, pero los episodios de aquel día siguen el modelo de la Odisea. De este modo Joyce quiere recordarnos que nuestra cultura es un país atravesado y bañado por dos ríos: uno de ellos nace en Israel, el otro en Grecia. Y los ríos son dos textos fundamentales que alimentan nuestra cultura con ricas historias.

Según el estudioso Harry Levin, las claves para la comprensión de esta novela son su simbolismo épico, basado en La Odisea de Homero, y también su atmósfera naturalista, fiel reflejo de la ciudad de Dublín. Este mismo crítico ve en la obra una elusiva y ecléctica summa artística de su época. Ulises compendia «el montaje cinematográfico, el impresionismo pictórico, el leit-motiv en música, la asociación libre del psicoanálisis y el vitalismo en filosofía. Tomen de estos elementos todo aquello capaz de ser fusionado, y aun algo más, y obtendrán el estilo de Ulises». Aúna además la metafísica alemana (el Strom des Bewusstseins o corriente de conciencia) con la retórica francesa (el monologue intérieur), pero Joyce obtiene sus efectos metafísicos por procedimientos retóricos, ya que el monólogo interior es más apto para el análisis crítico que la corriente de conciencia.
Para William York Tindall, si una sola lectura no es suficiente para comprender a Thomas Mann, Marcel Proust, William Faulkner o Joseph Conrad, muchas lecturas no lo son para profundizar en Ulises. Este crítico, siguiendo a William Monk Gibbon, considera esta novela tan divertida como instructiva.
El crítico Edmund Wilson defendió Ulises contra la acusación lanzada por el novelista Arnold Bennett de encerrar un «colosal resentimiento contra la humanidad»: «Joyce, incluyendo todas las bajezas, hace que sus figuras burguesas conquisten nuestra comprensión y respeto dejándonos ver en ellas los dolores de parto de la mente humana siempre esforzándose por perpetuarse y perfeccionarse, y del cuerpo siempre trabajando y palpitando para hacer surgir alguna belleza desde su sombra.» Y agregó: «Desde que he leído Ulises, la calidad de los demás novelistas me parece de insoportabilidad floja y descuidada».
Umberto Eco alude a las visiones negativas de Carl Gustav Jung y Ernst Robert Curtius: «Ulysses es el libro en el que se procede a la destrucción del mundo, dice Jung; Ernst Robert Curtius (1929) confirma que en sus raíces hay un nihilismo metafísico y que, en él, macrocosmos y microcosmos se fundan en el vacío mientras toda la cultura de la humanidad deflagra y se convierte en cenizas como en una catástrofe cósmica». Pero, según Eco, lo que hizo Joyce en realidad fue «darnos la imagen de un mundo en que acontecimientos múltiples (y está en el libro la suma de las referencia culturales, Homero, la teosofía, la teología, la antropología, el hermetismo, Irlanda, la liturgia católica, la cábala, los recuerdos de la escolástica, los acontecimientos cotidianos, los procesos psíquicos, los gestos, las ilusiones sabáticas, los vínculos de parentesco y de elección, los procesos fisiológicos, olores y sabores, ruidos y apariciones) chocan y se componen, se remiten el uno al otro y se rechazan, como en una distribución estadística de acontecimientos subatómicos, donde el lector puede dibujar perspectivas múltiples sobre la obra-universo».
D. H. Lawrence, Virginia Woolf, Juan Benet y Richard Aldington, entre otros, emitieron juicios negativos sobre la novela.

## Argumento

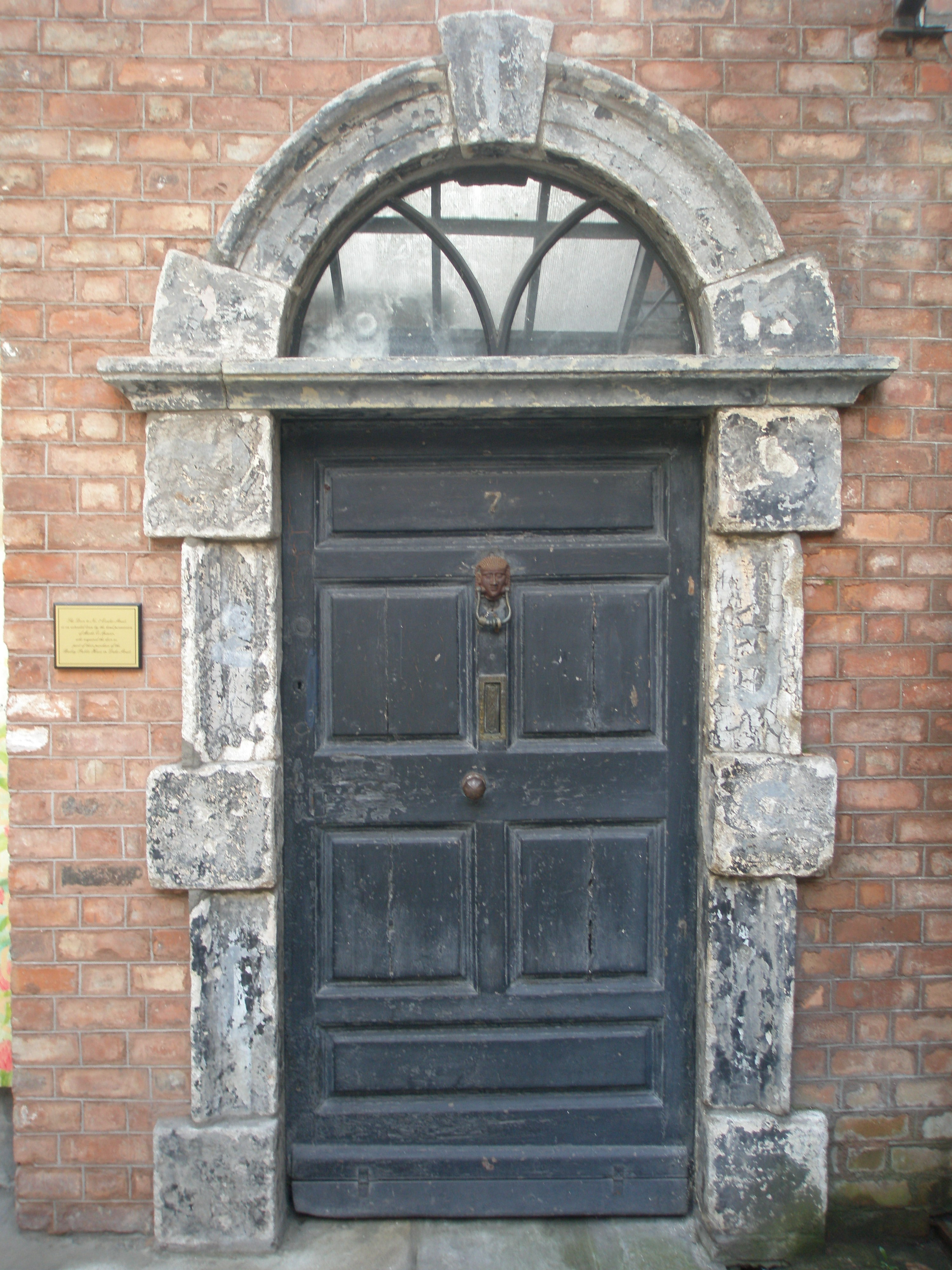
Fachada original de 7 Eccles Street, la casa de Leopold y Molly Bloom en Ulises. Se conserva en el "James Joyce Centre", de Dublín.

Ulises relata el paso por Dublín de su personaje principal, Leopold Bloom y de Stephen Dedalus —ambos, según algunos autores y de acuerdo con la costumbre de atribuir elementos autobiográficos a las obras literarias, alter ego del autor: Leopold (Joyce viejo) y Stephen (joven)—, durante un día cualquiera, el 16 de junio de 1904. Joyce escogió esa fecha porque fue el día en que se citó por primera vez con la que después sería su esposa, Nora Barnacle. El título alude al héroe de la Odisea de Homero. Existe todo un sistema de paralelismo (lingüísticos, retóricos y simbólicos) entre las dos obras (por ejemplo, la correlación entre Bloom y Odiseo, así como la que existe entre Stephen Dedalus y Telémaco). 
Ulises es una novela extensa: su original en lengua inglesa tiene 267.000 palabras en total, con un vocabulario de más de 30 000. En la mayoría de las ediciones consta de entre 800 y 1000 páginas, divididas en 18 capítulos. A primera vista el libro parece desestructurado y caótico, pero los dos esquemas que Stuart Gilbert y Herbert Gorman hicieron públicos tras la edición, para defender a Joyce de las acusaciones de obscenidad, hicieron explícitos los vínculos con la Odisea. En el mismo sentido, resulta un gran aporte para la comprensión del universo simbólico de la obra el llamado Esquema de Linatti, elaborado por el propio Joyce y enviado a su amigo italiano.
Uno de los rasgos más importantes del libro está en que Joyce utiliza un estilo diferente para cada capítulo. El más usado es el de monólogo interior («corriente de la conciencia» —stream of consciousness— en la terminología de William James), que consiste en expresar los pensamientos del personaje en secuencias sin objetivo lógico, como ocurre en el pensamiento real. La culminación de esta técnica narrativa es el epílogo de la novela, el famoso monólogo de Molly Bloom, en el que el relato, sin signos de puntuación, emula el fluir, libre y desinhibido, del pensamiento.

## Estructura
Joyce dividió originalmente Ulises en 18 capítulos o "episodios", aunque al momento de su publicación los eliminó. 
A primera vista el libro puede parecer caótico y desestructurado. Su autor afirmó que, con el objetivo de alcanzar la "inmortalidad", había introducido tantos enigmas y rompecabezas en el texto, que iba a mantener ocupados a los pensadores durante siglos discutiendo sobre el mismo. 
Stuart Gilbert y Herbert Gorman divulgaron dos esquemas tras la publicación de Ulises para defender a Joyce de las acusaciones de obscenidad a las que era sometido y explicar la estructura interna de la obra en relación con la Odisea homérica.
Cada episodio de Ulises tiene un título, una técnica de escritura y correspondencias entre sus personajes y los de la Odisea, además de múltiples referencias simbólicas y alegóricas. En su edición original, la novela no tenía estos títulos y sus correspondencias, ya que estos tienen su origen en los esquemas de Linati y Gilbert. Joyce hace referencia a los títulos homéricos de los capítulos en sus cartas. Toma estos títulos del libro de dos volúmenes "Les Phéniciens et l’Odyssée" de Victor Bérard, el cual consultó en la Zentralbibliothek de Zúrich. El libro de Bérard le sirvió a Joyce como fuente de reproducción idiosincrásica de algunos títulos homéricos: "Nausikaa", la "Telemaquia".
La novela consta de tres partes: La Telemaquia (episodios 1 a 3), La Odisea (4 a 15) y El Nóstos (16 a 18).

### Parte I: La Telemaquia

#### Episodio 1:Telémaco
Son las 8 de la mañana del 16 de junio de 1904 (día en el que Joyce comenzó a cortejar oficialmente a Nora Barnacle, su ulterior compañera y esposa). Buck Mulligan (un cruel, verbalmente agresivo y bullicioso estudiante de medicina), llama a Stephen Dedalus (un joven escritor cuya primera aparición tuvo lugar en la anterior obra de Joyce A portrait of the artist as a young man) en la planta superior de la torre de Martello, desde la cual se puede avistar la bahía de Dublín. Stephen no responde a las agresivas e intrusivas bromas de Mulligan ya que está centrado, e inicialmente con desdén, en Haines (un indescriptible y antisemita inglés de Oxford) a quien Buck Mulligan ha invitado. La molestia de Stephen hacia Haines tiene su origen en los gemidos que este ha emitido durante la noche debido a una pesadilla, los cuales lo han perturbado.
Mulligan y Stephen se dedican a mirar el mar desde la torre y Stephen en su ensoñación se acuerda de su fallecida madre, de cuya muerte aún se lamenta. La negativa de Stephen a rezar por ella en su lecho de muerte sigue siendo una cuestión que suscita polémica entre los dos. Stephen revela que una vez oyó a Buck Mulligan refiriéndose a su madre en los términos de "brutalmente muerta". Al enfrentarse a esta acusación, Buck intenta defenderse pero se rinde rápidamente. Se afeita, prepara el desayuno y los tres comen. Posteriormente Buck se va cantando para sí mismo, sin saber que esa misma canción se la había cantado Stephen a su agonizante madre.
Más tarde, Haines y Stephen bajan a la playa donde Buck nada con unos compañeros. En este punto aprendemos que Buck tiene un amigo de Westmeath ausente que tiene una novia todavía sin nombre (que posteriormente resulta ser Milly Bloom, la hija de Leopold). Stephen declara su intención de marcharse y Buck le pide la llave de la torre y dinero prestado. Al irse, Stephen declara su inexistente intención de regresar esa noche a la torre, citando a Buck como usurpador.

#### Episodio 2:Néstor
Stephen está dando una clase de historia sobre las victorias de Pirro en Epiro. Los alumnos se muestran visiblemente aburridos, desconocedores de la materia e indisciplinados. Antes de que abandonaran la clase, Stephen les cuenta un complicado acertijo cuya respuesta es un zorro que entierra a su abuela bajo un arbusto. Uno de sus estudiantes, Sargent, se queda rezagado para que Stephen pueda enseñarle cómo resolver unos problemas aritméticos. Stephen lo complace, pero lo observa fijándose en su aspecto estéticamente poco agraciado y trata de imaginar el amor de su madre hacia él. Posteriormente, Stephen visita al señor Deasy, el antisemita director del colegio, de quien recibe su paga y una carta que ha de llevar a la editorial del periódico con objeto de ser impresa. Deasy alecciona a Stephen sobre la satisfacción del dinero ganado mediante el trabajo y la importancia de administrar eficientemente los ahorros. Esta escena da lugar a una de las frases más célebres de la novela, en la que Dedalus afirma que "la historia es una pesadilla de la que estoy tratando de despertar" y dios es "un grito en la calle". Repulsa la visión parcial que el señor Deasy tiene sobre los hechos pasados, los cuales usa para justificar sus prejuicios. Al final de este episodio, Deasy hace otra observación incendiaria contra los hebreos, diciendo que Irlanda nunca ha perseguido a los judíos porque nunca les han dejado entrar.

#### Episodio 3:Proteo
En este capítulo, caracterizado por un estilo narrativo donde la acción es presentada al lector desde la percepción de Stephen en forma de monólogo interior, encuentra el camino a Sandymount y deambula apesadumbrado por un tiempo, reflexionando acerca de varios conceptos filosóficos como su familia, su etapa de estudiante en París, y de nuevo, la muerte de su madre. Mientras recuerda y reflexiona se acuesta sobre unas rocas y observa a una pareja que pasea con su perro. Escribe algunas ideas poéticas y decide marcharse, pegando un moco en una roca porque no tiene pañuelo.

### Parte II: La Odisea

#### Episodio 4:Calipso
La narrativa cambia abruptamente. Vuelven a ser las 8 de la mañana, pero la acción se desplaza a una calle del interior de Dublín y se centra en el segundo (y principal) protagonista del libro: Leopold Bloom. Leopold es un publicista judío que vive en 7 Eccles Street y está preparando el desayuno a la vez que Mulligan en la torre. Le lleva el desayuno y el correo a su mujer, Molly, cuyo verdadero nombre es Marion. A continuación lee una carta de su hija Milly. El capítulo concluye con una visita a un retrete anexo a la casa donde defeca.

#### Episodio 5:Los comedores de loto
Bloom comienza su día dirigiéndose furtivamente hacia la oficina de correos (tomando intencionadamente una ruta más larga), donde recoge una carta de amor de parte de "Marta Clifford" dirigida a su pseudónimo, "Henry Flower". Compra un periódico y se encuentra con C. P. M'Coy. Mientras charlan, Bloom distrae su mirada hacia una mujer con medias, pero un tranvía pasa impidiéndole seguirla con la mirada. A continuación lee la carta y se deshace del sobre en un callejón. Sale en dirección al servicio de la iglesia católica y piensa sobre lo que está pasando en su interior. Entra en una farmacia donde se encuentra con Bantam Lyons, a quien inintencionadamente le da un boleto de apuesta para una carrera de caballos. Finalmente, Bloom va a la casa de baños para lavarse para el resto del día.

#### Episodio 6:Hades
El episodio comienza con Bloom entrando en un carruaje fúnebre con otros tres hombres, incluido el padre de Stephen, Simon Dedalus. Son conducidos hacia el funeral de Paddy Dignam, en el cementerio Glasvenin. El carruaje pasa cerca de Stephen y Blazes Boylan. Durante el trayecto discuten sobre las distintas formas de morir y ser enterrado, mientras a Bloom le remuerden pensamientos sobre su hijo muerto, Rudy, y el suicidio de su padre. Entran en una capilla, son testigos del servicio y a continuación salen junto con el carro que porta el ataúd. Bloom se fija en un misterioso hombre con impermeable durante el entierro. Bloom sigue meditando sobre la muerte, pero al final del episodio expulsa los mórbidos pensamientos de su mente para centrarse en la "cálida vida llena de sangre caliente".

#### Episodio 7:Eolo
En la oficina del Freeman's Journal, Bloom trata de poner un anuncio. A pesar de los ánimos iniciales recibidos por el editor, Myles Crawford, no lo consigue. Stephen llega con la carta de Deasy acerca de la fiebre aftosa, pero no se cruza con Bloom. Stephen anima a Crawford y a los otros a ir un bar, y de camino les cuenta una anécdota sobre "dos vestales de Dublín". El episodio está fragmentado en pequeñas secciones, cada una con un titular de estilo periodístico, y se caracteriza por su abundancia de artimañas y personajes retóricos.

#### Episodio 8:Los lestrigones
Los pensamientos de Bloom se van salpicando con referencias a la comida según se acerca la hora del almuerzo. Se encuentra con un antiguo amor, Josie Breen, quien le cuenta la noticia del parto de Mina Purefoy. Entra al restaurante del hotel Burton, pero se siente asqueado al ver a los hombres comer como animales. Se dirige entonces a la tienda de vinos y licores de Davy Byrne, siendo recibido por Nosey Flinn. Se toma un bocadillo de queso gorgonzola y un vaso de borgoña, y reflexiona sobre los primeros días de su relación con Molly y de cómo se ha deteriorado su matrimonio: "Yo. Y yo ahora". Cuando Bloom deja el restaurante, Nosey Flynn habla con Davy Byrne sobre el carácter sobrio de Bloom. Bloom se dirige ahora hacia el Museo Nacional para mirar las estatuas de las diosas griegas y, en particular, sus bajos. Al llegar ve a Boylan al otro lado de la calle y, llevado por el pánico, entra en el museo.

#### Episodio 9:Escila y Caribdis
En la Biblioteca Nacional, Stephen explica a varios estudiantes su teoría biográfica de los trabajos de Shakespeare, especialmente Hamlet, que según él está basado en su mayor parte en el supuesto adulterio de su mujer, Anne Hathaway. Bloom entra en la Biblioteca Nacional para mejorar el anuncio de Keyes. Se topa con Stephen brevemente y sin saberlo al final del episodio.

#### Episodio 10:Las rocas errantes
En este episodio hay 19 pequeñas secuencias que nos muestran los recorridos de varios personajes por las calles de Dublín. El episodio termina con una explicación de la cabalgata del teniente William Humble, segundo Earl de Dudley, a través de las calles, donde es encontrado por varios de los personajes que ya conocimos en la novela, aunque ni Stephen ni Bloom están entre ellos.

#### Episodio 11:Las sirenas
Este episodio es regido por la música. Bloom tiene una cena con el tío de Stephen, Richie Goulding, en el hotel Ormond, mientras que el amante de Molly, Blazes Boylan, tiene un encuentro con ella. Mientras cena, Bloom observa a las seductoras meseras Lydia Douce y Mina Kennedy que cantan la canción de Simon Dedalus.

#### Episodio 12:Cíclopes
Este capítulo está narrado por un habitante anónimo de Dublín. El narrador se dirige a un bar donde se encuentra con un personaje al que se refiere como el "ciudadano". Cuando Leopold Bloom entra en el bar, es reprendido por el ciudadano, que es profundamente nacionalista y antisemita. El episodio acaba con Bloom recordándole al ciudadano que su Salvador era judío. Cuando Bloom está abandonando el bar, el ciudadano, enfurecido, lanza un tarro de galletas contra la cabeza de Bloom, pero falla. El capítulo está marcado por extensos relatos aparte de la voz del narrador: hipérboles de jerga legal, pasajes bíblicos, mitología irlandesa, etc.

#### Episodio 13:Nausícaa
Gerty McDowell, una joven mujer en la playa de Sandymount, medita sobre el amor, el matrimonio y la feminidad mientras anochece. Poco a poco, el lector se va percatando de que Bloom la está observando desde lejos y de cómo ella exhibe sus piernas y su ropa interior hacia él, aunque es difícil discernir qué hay de realidad y qué hay de fantasía sexual por parte de Bloom. El clímax masturbatorio se acentúa con los fuegos artificiales de un bazar cercano. Cuando finalmente Gerty se va, Bloom se da cuenta de que esta es coja. Después de algunas digresiones, Bloom decide ir al hospital a visitar a Mina Purefoy. En la primera parte del episodio se imita (y se parodia) el estilo de las revistas y novelas románticas de la época.

#### Episodio 14:Bueyes del sol
Bloom visita el hospital de maternidad donde Mina Purefoy va dar a luz y finalmente se encuentra con Stephen, que está bebiendo con Buck Mulligan y sus amigos de la facultad de Medicina. Se van a un bar donde continúan bebiendo, siguiendo de cerca la evolución del exitoso nacimiento del bebé. Este capítulo está lleno de juegos de palabras de Joyce, quien parece recapitular la historia completa de la lengua inglesa. El episodio empieza con prosa latina, aliteración anglosajona y continúa con parodias de Malory, la Biblia del Rey Jacobo, Bunyan, Defoe, Sterne, Gibbon, Dickens, y Carlyle, entre otras, antes de concluir con una neblina de argot prácticamente incomprensible.

#### Episodio 15:Circe
El episodio quince está escrito como un guion de teatro, incluidas instrucciones de escenario. La narración es interrumpida constantemente por alucinaciones experimentadas por Stephen y Bloom -fantasiosas manifestaciones de los miedos y pasiones de los dos personajes-.
Stephen y Lynch caminan hacia Nighttown, el distrito rojo de Dublín. Bloom los persigue y los encuentra por casualidad en el burdel de Bella Cohen. Al ver cómo Stephen derrocha el dinero, Bloom decide guardar a salvo el resto del mismo. Stephen, sufriendo alucinaciones, visualiza el cadáver putrefacto de su madre, que se ha levantado del suelo para enfrentarse a él. Asustado, utiliza su bastón para golpear una araña de luces y sale corriendo del burdel. Rápidamente, Bloom paga a Bella por el daño causado y sale corriendo detrás de él. Al final le encuentra discutiendo acaloradamente con un soldado inglés que, al entender que Stephen había insultado al Rey, le propina un puñetazo. La policía llega y dispersa a la multitud. Mientras Bloom cuida de Stephen, sufre una alucinación sobre Rudy, su difunto hijo.

### Parte III: El Nostos

#### Episodio 16:Eumeo
Bloom lleva a Stephen al refugio del cochero, para intentar hacerle recuperar el sentido. Allí se encuentran con un marinero borracho, D. B. Murphy. Montados en un coche, Stephen canta una canción espiritual del compositor barroco Johannes Jeep, y él y Bloom sacan a relucir su misoginia. El episodio está dominado por el tema de la confusión y las identidades erróneas, poniendo en cuestión continuamente las propias identidades de Bloom, Stephen y Murphy. El estilo narrativo de este episodio, enmarañado y elaborado, refleja los nervios, el agotamiento y la confusión de los dos protagonistas.

#### Episodio 17:Ítaca
Bloom regresa a casa con Stephen, quien rechaza el ofrecimiento de pasar la noche ahí. Los dos hombres orinan en el jardín trasero, Stephen se va, perdiéndose en la oscuridad, y Bloom entra en casa y se va a dormir. El episodio está escrito en forma catequística, siendo el episodio favorito de Joyce de toda la novela, según se dice. El episodio consta de una serie de preguntas y respuestas científicas, avanzando de esta forma en la narración de la trama. Las preguntas son muy variadas, yendo desde unas sobre astronomía hasta otras sobre la trayectoria de la orina. Los críticos señalan el irónico y desbordante "enciclopedismo" que caracteriza a este episodio, uno de los que hacían a George Bernard Shaw recomendar encarecidamente la lectura del libro.

#### Episodio 18:Penélope
El episodio final, que también exhibe la técnica del monólogo interior que hemos visto en el episodio 3, consiste todo él en un soliloquio a cargo de Molly Bloom: ocho larguísimas oraciones compuestas de seguido (sin signos de puntuación) describen los pensamientos de Molly, la esposa de Bloom, mientras yace en la cama al lado de su marido. 
Molly adivina que Leopold ha tenido una eyaculación ese día, lo que le da pie a recordar sus posibles infidelidades con otras mujeres. Pasa a considerar las diferencias entre Boylan y su marido, en términos de virilidad y masculinidad. Siente que ella y Leopold tienen suerte después de todo, a pesar de las normales dificultades matrimoniales. Molly recuerda también a sus muchos admiradores, anteriores y actuales. Lamenta no tener dinero suficiente para comprar ropa elegante, y opina que Leopold debería dejar su trabajo publicitario y conseguir uno mejor pagado en otra parte. Piensa luego en lo bonitos que son los pechos femeninos comparados con los genitales masculinos. Recuerda el tiempo en que su marido le sugirió posar desnuda por dinero. Sus pensamientos retornan a Boylan y el orgasmo que tuvo con él horas antes.
Un silbido de tren se escucha en el exterior, y Molly piensa en su infancia en Gibraltar. Debido a su aburrimiento y soledad, ella había recurrido a escribirse cartas a sí misma. Recuerda que su hija le envió una simple postal esa mañana, mientras que su marido recibió una carta entera. Imagina recibir una nueva carta amorosa de Boylan. Recuerda la primera carta amorosa que recibió, del teniente Mulvey, a quien ella besó bajo el puente en Gibraltar. Ella más tarde perdió el contacto con él y se pregunta lo que habrá sido de él y qué habría sucedido si no se hubiese casado con Leopold.
Molly siente que le empieza el periodo, lo que confirma que su cita secreta con Boylan no ha provocado un embarazo. Hace uso del orinal. Los distintos acontecimientos del día pasado con Boylan cruzan por su cabeza. Vuelve a la cama y piensa en las veces que ella y Leopold han tenido que mudarse de casa. Su mente entonces vuela a Stephen Dedalus, al que ella conoció de niño. Conjetura que Stephen en realidad no es nada engreído y más probablemente es un ingenuo. Fantasea con tener encuentros sexuales con él. Resuelve ponerse a estudiar para que Stephen no la mire por encima del hombro. Piensa luego en los extraños hábitos sexuales de su marido y acaba especulando con que el mundo funcionaría mucho mejor si se organizase en sociedades matriarcales. Su pensamiento se dirige otra vez a Stephen, y tras recordar la muerte de la madre de este, evoca la de su propio hijo, Rudy. Deprimida, desecha esta línea de pensamientos.
Molly piensa en despertar a Leopold por la mañana y revelarle los detalles de su asunto con Boylan para hacerle comprender su culpabilidad en ello. Decide hacerse con unas flores, por si Stephen llegase a acudir. Pensando en flores, Molly recuerda el día en que ella y Leopold estuvieron en Howth, la propuesta de matrimonio de él, y su aceptación: "Sí dije sí quiero Sí", frase con la que concluye la novela.

## Publicación

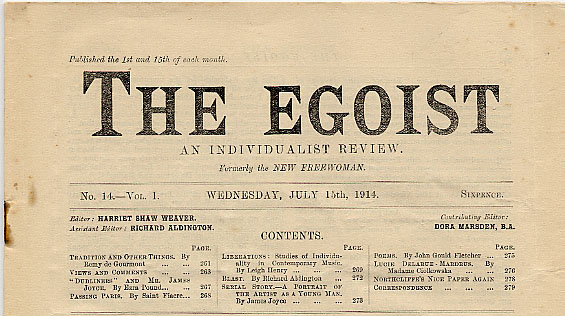
Cabecera de una edición de 1914 de The Egoist.

En 1917, convencido de que tenía muy avanzada su novela, Joyce piensa que podría ir publicándola en formato de serial en la revista londinense The Egoist, de su mecenas Harriet Shaw Weaver. Son épocas difíciles para la publicación de un texto como Ulises, ya sea en Inglaterra o en Estados Unidos, y los inconvenientes, incluso legales, se acumulan, tanto para su autor como para los empresarios o simples trabajadores involucrados en su edición.
A Harriet Shaw Weaver le toma un año la búsqueda de un tipógrafo que estuviera dispuesto a asumir el riesgo. Así, los capítulos 2, 3, 6 y 10 son impresos, aunque con cortes. Había ofrecido al matrimonio Virginia Woolf/Leonard Woolf la posibilidad de ser coeditores e impresores de la obra, ofrecimiento que estos rechazaron.

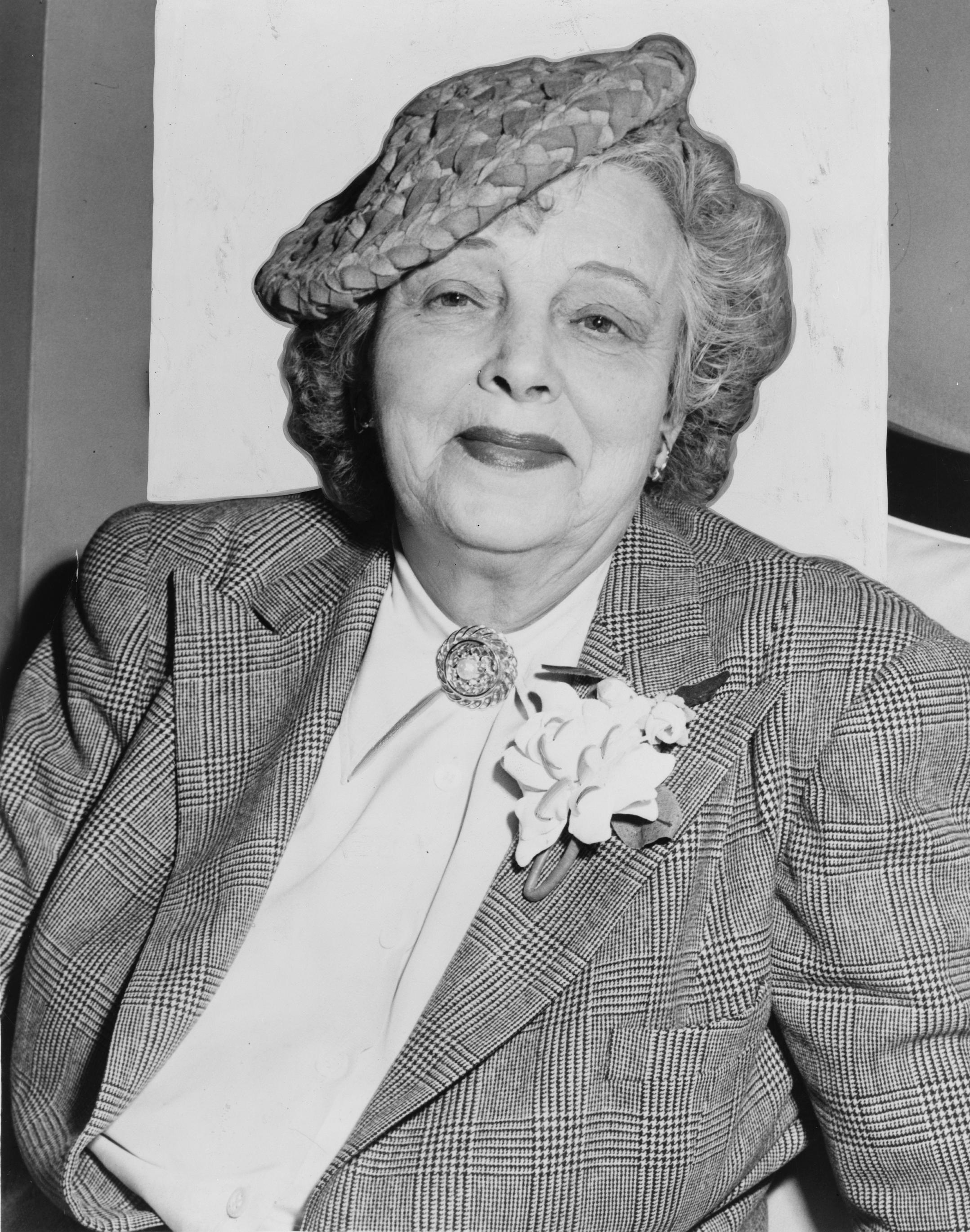
Margaret Anderson en 1951.

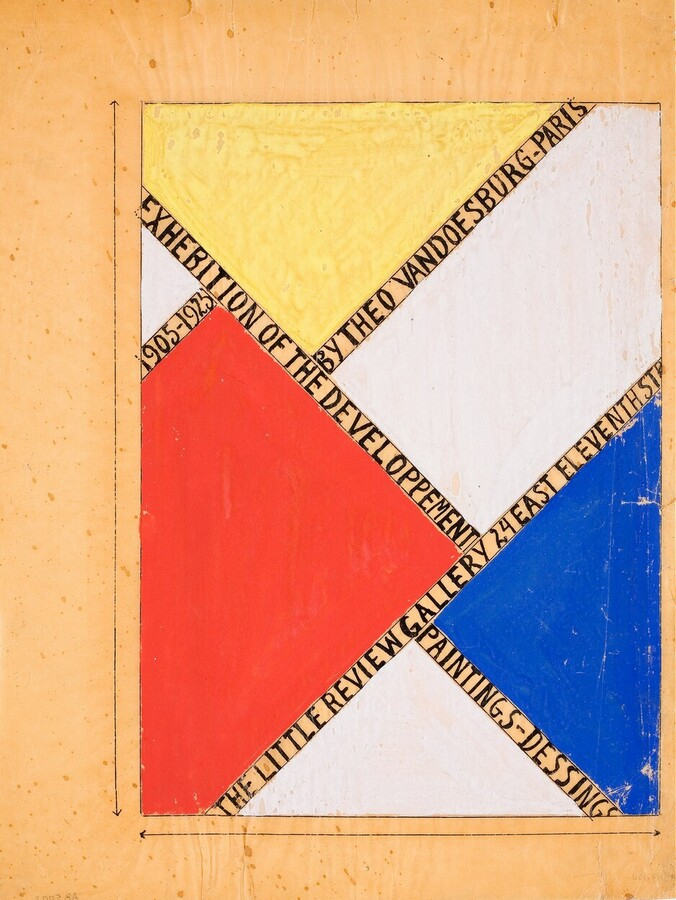
Design for a poster for an exhibition at The Little Review Gallery, Nueva York. 1925 (obra de Theo van Doesburg).

Mientras tanto, Joyce había solicitado a Ezra Pound su intervención para que la novela fuera publicada en los Estados Unidos, que a priori parecía una plaza de edición menos restrictiva. Pound envía los primeros tres capítulos a The Little Review, nacida en Chicago en 1914 y trasladada a Nueva York. Su fundadora, Margaret Caroline Anderson, subyugada por la lectura de los fragmentos enviados, declara: "lo imprimiremos aunque sea el último esfuerzo de nuestras vidas". Tampoco en Estados Unidos la búsqueda de un tipógrafo es sencilla. Finalmente, se consiguen los servicios de un profesional serbocroata.
La apuesta de la publicación serial de la novela es arriesgada, porque en caso de que algún capítulo fuera objeto de censura, se comprometería gravemente la publicación de la novela completa. 

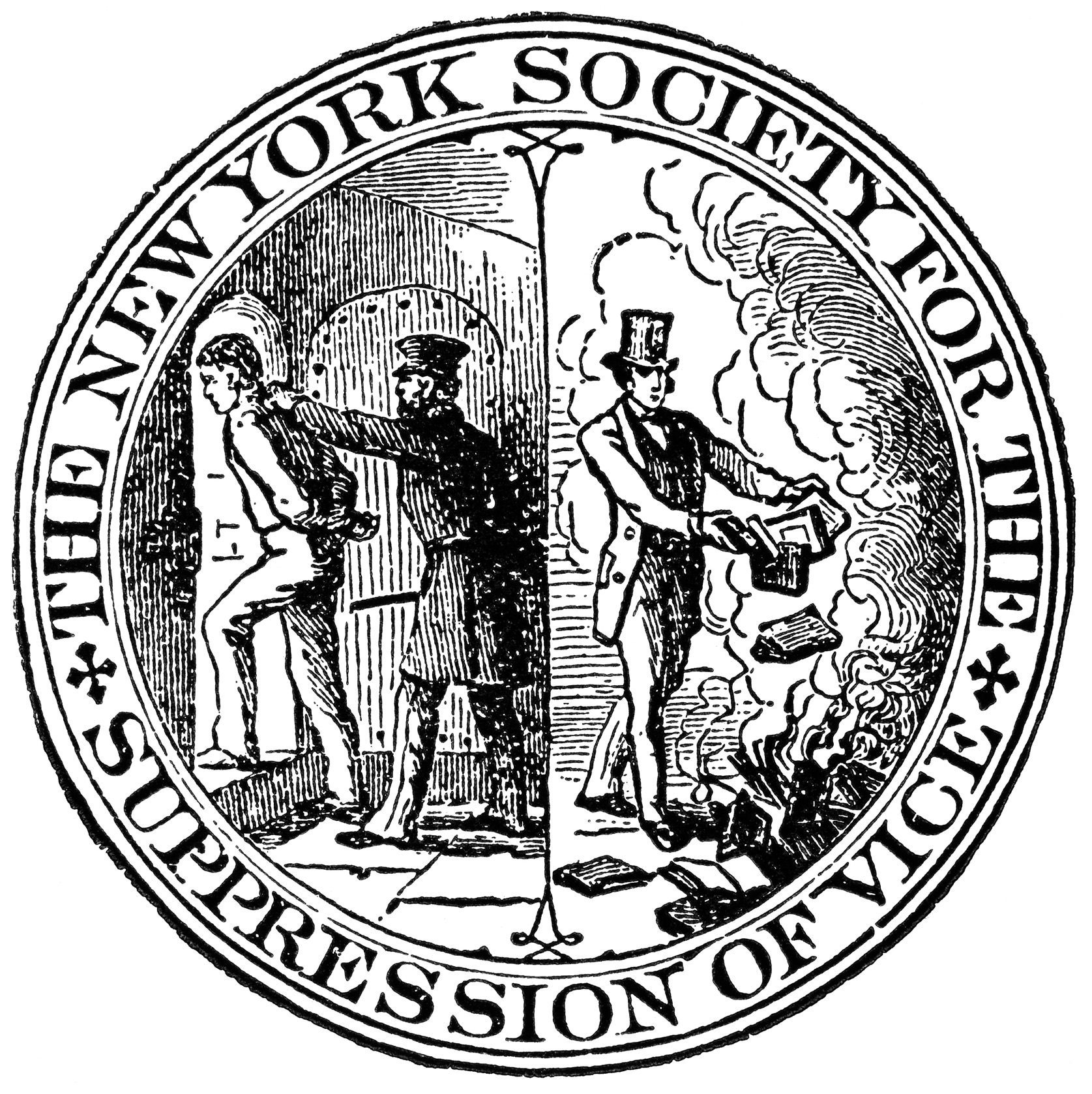
Sello de la New York Society for the Suppression of Vice.

En correos se detecta rápidamente la naturaleza del texto joyceano, con lo cual los ejemplares de las revistas en las que se publicaron los capítulos 8, 9 y 12 son confiscados y quemados. Hecho más grave aún, el capítulo 13 es denunciado por la Sociedad para la Prevención del Vicio, de Nueva York. En 1921, la revista es condenada a pagar una multa y obligada a abandonar la publicación de Ulises.

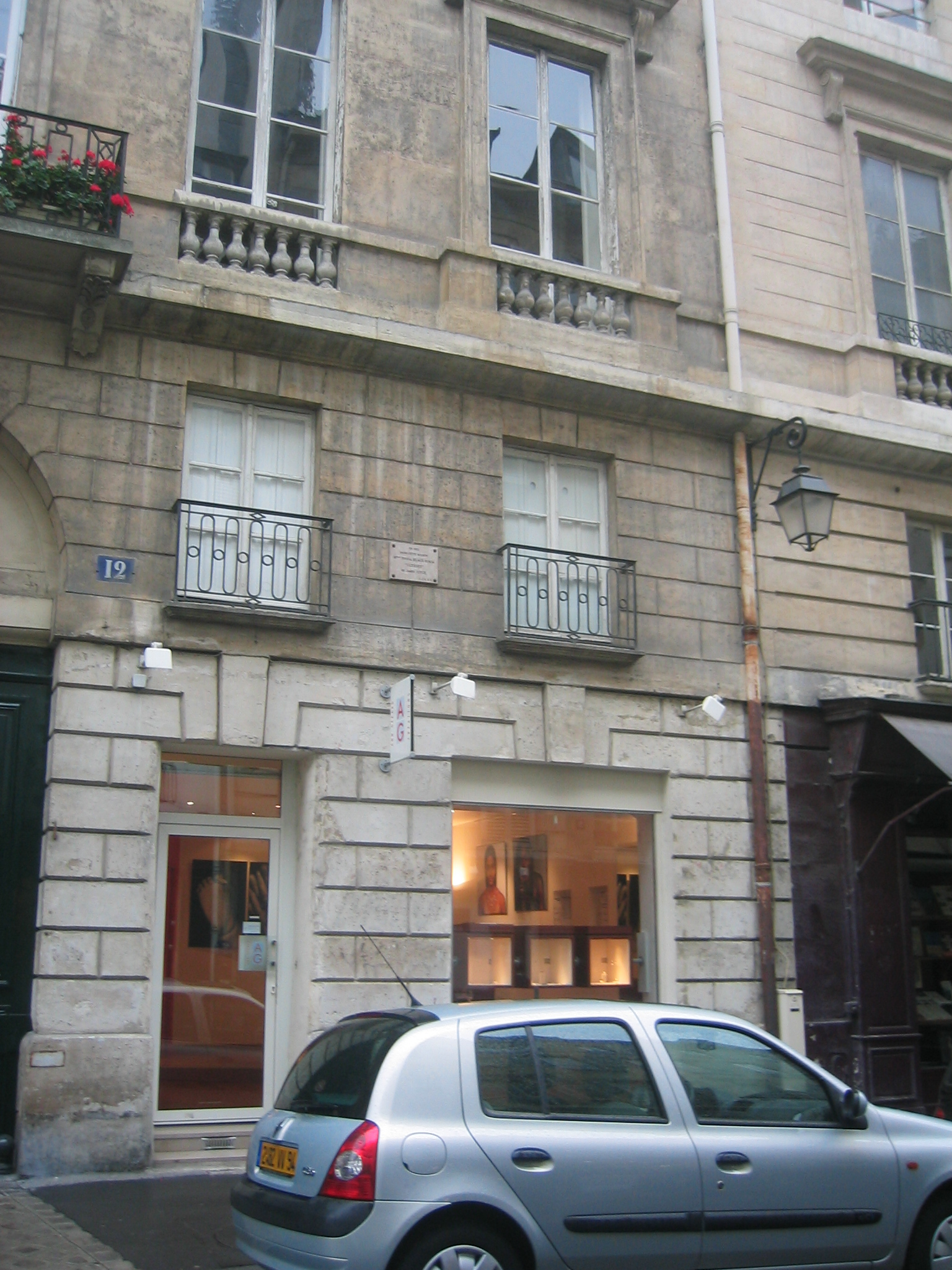
12 rue de l'Odéon, plaza donde se encontraba la primera sede de la librería Shakespeares and Co.

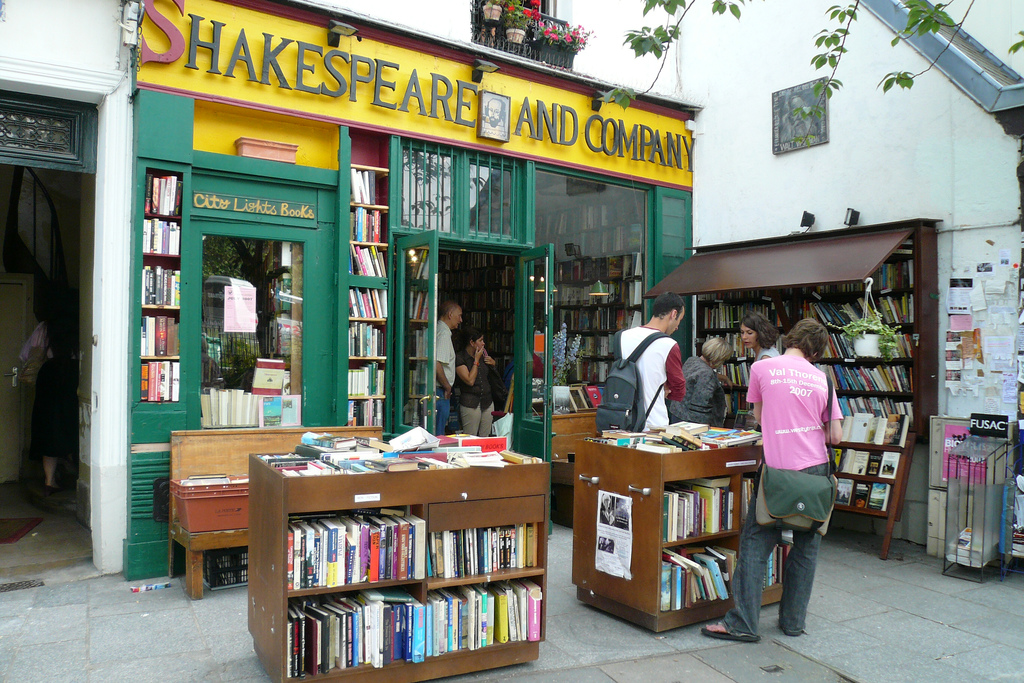
La librería Shakespeare & Co en su nueva ubicación (2007).

Joyce, aconsejado por Pound, vivía en París, con su familia, desde 1920. Allí conoce a Sylvia Beach, propietaria de una librería en lengua inglesa, Shakespeare & Co, quien se convierte en firme propagandista de su obra y persona, introduciéndolo en los círculos literarios de la ciudad y recomendándolo a los críticos literarios. Sylvia Beach, enterada de la condena judicial en Estados Unidos, decide hacerse cargo de la edición de la novela, tarea que ocupará años de su vida. A todo esto, Joyce todavía no ha acabado de escribirla ni de corregir el manuscrito.
La edición de la novela es compleja, a menudo caótica. Joyce había pedido seis juegos de pruebas, que había cubierto de correcciones, agregados e incluso de erratas, producto de su mala vista. El impresor de Sylvia Beach, Maurice Darantière, vive en Dijon, lo cual también complicaba las comunicaciones y envíos.
En 1922, y coincidiendo con su cuadragésimo cumpleaños, Joyce recibe un ejemplar de la primera edición de su novela.
La novela es reeditada regularmente, siempre en Francia. Ya desde la segunda edición se incorpora el sello de The Egoist Press, fruto del acuerdo entre Joyce y Harriet Weaver. Los intentos de introducir la novela en Inglaterra y Estados Unidos fracasan sistemáticamente: de los 500 ejemplares enviados a Estados Unidos de la 2.ª edición (una cuarta parte del total de la misma), ninguno se salva de las llamas. La 3.ª edición, de 500 ejemplares, es enviada íntegra a Inglaterra y confiscada en la aduana, salvándose solamente un ejemplar. El sello de Shakespeare & Co. reaparece en las ediciones 4.ª a 12.ª. Solo unos pocos ejemplares, de contrabando o introducidos por turistas, consiguen escapar al control e ingresar dentro de las fronteras inglesas y estadounidenses. En Hamburgo la firma The Odissey Press se hace cargo de la 13.ª edición.
En 1926 un editor de Nueva York vuelve a intentar publicar la novela por entregas, en una revista, recortando del texto cualquier fragmento que pudiera ser catalogado de obsceno. Este hecho genera una protesta global, firmada por escritores de diversos países.
Las traducciones de la novela, también, van sucediéndose. Primero la alemana, después la francesa y la checa. Al japonés se traduce en 1930. En 1945 aparece, en Buenos Aires, José Salas Subirat, escritor autodidacta argentino, publica la primera traducción al español.
Con el prestigio de Ulises cada vez más asentado, deciden forzar nuevamente la situación en Estados Unidos para intentar así conseguir una resolución judicial favorable. Envían un ejemplar por correos informando de ello, con lo cual el mismo es confiscado. El juez que trata el caso, J. M. Woolsey, admite el libro en su veredicto. A partir de este fallo, Random House lanza su edición de la novela en territorio estadounidense, acción que es denunciada por la autoridad fiscal, pero infructuosamente.
Esta decisión es definida como de las que marcaron un hito en la historia de la literatura por el crítico Stuart Gilbert. La Corte de Apelaciones de los Estados Unidos confirmó dicha sentencia en 1934. Solo en 1936 aparece una primera edición en Inglaterra. Contrariamente a la creencia popular, Ulises nunca fue prohibido en Irlanda.

## Ediciones célebres
La historia de la publicación de Ulises es controvertida y oscura. Desde 1922, ha habido al menos dieciocho ediciones, y variaciones en las diferentes impresiones de cada edición. Son ediciones notables la primera publicada en París por Sylvia Beach (solo 1000 ejemplares), la edición pirata llamada “Roth”, publicada en Nueva York en 1929, la edición de Odyssey Press, de 1932 (incluyendo algunas revisiones en general atribuidas a Stuart Gilbert, y por lo tanto a veces se considera la edición más precisa), la de 1934 de Random House, EE. UU., la primera edición inglesa de Bodley Head (1936), la edición revisada de Bodley Head 1960, la de Random House revisada de 1961 (a partir de la Bodley Head de 1960), y la edición crítica y sinóptica “Gabler”, de 1984.
De acuerdo con el erudito joyceano Jack Dalton, la primera edición de Ulises contenía más de dos mil errores, pero seguía siendo la edición más precisa publicada. Como cada edición posterior intentó corregir estos errores, pero incorporó otros. La de 1984 a cargo de Hans Walter Gabler suponía ser el intento más exhaustivo de producir un texto corregido, pero recibió muchas críticas, sobre todo de John Kidd. La crítica principal de Kidd es que la versión Gabler está basada en un mosaico de manuscritos heterogéneos.

## Traducciones al español
- Ulises. Traducción de José Salas Subirat. Buenos Aires, 1945. Santiago Rueda Editor.
- Ulises. Traducción de José María Valverde. Barcelona, 1976. Lumen.
- Ulises. Traducción de Francisco García Tortosa y María Luisa Venegas Lagüéns. Madrid, 1999. Cátedra.
- Ulises. Traducción de Marcelo Zabaloy. Buenos Aires, 2015. El Cuenco de Plata.
- Ulises. Traducción, introducción y notas de Rolando Costa Picazo. Buenos Aires, 2017. Edhasa.
- Ulises. Traducción de Carlos Manzano. Barcelona, 2022. Navona.[17]

En su artículo "Las traducciones de Joyce al español", el profesor Francisco García Tortosa, traductor de la obra junto a Venegas-Lagüéns, comenta las traducciones anteriores, así como la dificultad de verter al español texto de tal complejidad: «José María Valverde supo aprovecharse de buena parte de los estudios críticos aparecidos hasta la fecha de su traducción, como se pone de manifiesto en el prólogo e introducción. Trata el original con más cautela que Subirat, denotando, de este modo, que era consciente del terreno extremadamente resbaladizo por el que se movía. Subirat parecía tener un desdeño hacia dejar los nombres originales de los personajes; así, Stephen, pasa a llamarse Esteban; y Molly, se rebautizó como Maruja. En este sentido, y sólo por éste aspecto, algunos consideran que la traducción de Valverde supera a la de Subirat; sin embargo, Ulises contiene tal serie de obstáculos, que el traductor algo más que astucia, exige, entre otras cosas, erudición, minuciosidad, retentiva y fino oído musical, características particularmente interesantes en la traducción de Subirat.».
Original Cap. (6):

Mr Bloom entered and sat in the vacant place. He pulled the door to after him and slammed it tight till it shut tight. He passed an arm through the armstrap and looked seriously from the open carriage window at the lowered blinds of the avenue. One dragged aside: an old woman peeping. Nose whiteflattened against the pane. Thanking her stars she was passing over. Extraordinary the interest they take in a corpse. Glad to see us go we give them such trouble coming. Job seems to suit them. Huggermugger in corners. Slop about in slipper-slappers for fear he'd wake. Then getting it ready. Laying it out. Molly and Mrs Fleming making the bed. Pull it more to your side. Our winding-sheet. Never know who will touch you dead. Wash and shampoo. I believe they clip the nails and the hair. Keep a bit in an envelope. Grow all the same after. Unclean job.

En español:

El señor Bloom entró y se sentó en el lugar vacío. Tiró de la puerta detrás de él y la volvió a golpear fuerte hasta que se cerró bien. Pasó un brazo por el sostén y miró seriamente desde la ventanilla abierta del carruaje a las cortinas bajas de la avenida. Una corrida a un lado: una vieja espiando. La nariz achatada blanca contra el vidrio. Agradeciendo a su buena estrella que aún no le llegó el turno. Inaudito el interés que se toman por un cadáver. Alegres de que nos vayamos les damos tanto trabajo viviendo. Trabajo que parece de su agrado. Secretos en las esquinas. De puntillas en chinelas por miedo de que se despierte. Luego preparándolo. Sacándolo. Maruja y la señora Fleming haciendo la cama. Tira más de tu lado. Nuestra mortaja. Nunca se sabe quién lo manipulará a uno cuando esté muerto. Lavado y champú. Creo que cortan las uñas y el cabello. Guardan un poco en un sobre. Crece igual después. Trabajo sucio. [Versión Salas Subirat.]

El señor Bloom entró y se sentó en el sitio vacío. Tiró de la portezuela tras de sí y dando con ella un portazo la cerró bien apretada. Pasó un brazo por la correa de apoyo y se puso a mirar con seriedad por la ventanilla abierta del coche hacia las persianas bajadas de la avenida. Alguien se echó a un lado: una vieja atisbando. Nariz blanca de aplastarse contra el cristal. Dando gracias a su destino porque la habían pasado por alto. Extraordinario el interés que se toman por un cadáver. Contentas de vernos marchar les damos tanta molestia llegando. La tarea parece irles bien. Cuchicheos por los rincones. Chancletean por ahí en pantuflas de felpa por miedo a que despierte. Luego dejándolo listo. Adecentándolo. Molly y la señora Fleming haciendo la cama. Tire más de su lado. Nuestra mortaja. Nunca sabes quién te va a tocar muerto. Lavado y champú. Creo que cortan las uñas y el pelo. Guardan un poco en un sobre. De todas maneras crece después. Trabajo nada limpio. [Versión Valverde.]

Mr. Bloom entró y se sentó en el asiento libre. Tiró de la portezuela tras sí y dio un portazo dos veces hasta que se cerró bien cerrada. Pasó un brazo por el asidero y miró seriamente por la ventanilla abierta del coche a las cortinillas echadas de la avenida. Una se descorrió hacia un lado: una vieja fisgoneando. La nariz blanquiaplastada contra el cristal. Agradeciendo a su buena estrella que por esta vez la muerte pasara de largo. Extraordinario el interés que se toman por un cadáver. Contentas de vernos marchar damos tanta guerra al llegar. La tarea parece que les va. A escondidas por los rincones. Van de acá para allá chanclichancleteando por miedo a que despierte. Luego preparándolo. Arreglándolo. Molly y Mrs. Fleming haciendo la cama. Tira más de ese lado. Nuestro sudario. Nunca se sabe quién te va a manosear de muerto. Lavado y champú. Creo que cortan las uñas y el pelo. Guardan una pizca en un sobre. Crece lo mismo después. Tarea inmunda. [Versión García Tortosa-Venegas Lagüéns.]

## Adaptación cinematográfica
El libro dio origen a una película del mismo nombre Ulysses (1967), que tuvo fuertes problemas de censura por su fidelidad al texto. En Irlanda no fue permitida hasta el año 2000.
Bloom (2003) es el título de la más reciente adaptación de Ulysses de Joyce para el cine, dirigida por Sean Walsh en 2003 y protagonizada por el reconocido actor Stephen Rea en el papel de Leopold Bloom.

## Proyecto Educativo
El proyecto Ulises "Seen"  utiliza una adaptación en cómic digital de la novela de James Joyce de 1922 Ulises como puerta de entrada a la comprensión, exploración y explicación de esta gran novela en una tableta digital.